# Michelle Calvó
Pour les articles homonymes, voir  Calvó.
Calvó  Pedreira est un nom espagnol. Le premier nom de famille, en général paternel, est Calvó ; le second, en général maternel, souvent omis, est Pedreira.
Michelle Calvó Pedreira, plus connue sous le nom de Michelle Calvó, née le 19 septembre 1991 à Madrid (Espagne), est une actrice espagnole.
Elle est connue pour son rôle d'Eli dans le film de 2014 El club de los incomprendidos (es) (Misfits Club) et pour avoir joué Sofía Contreras dans Amar es para siempre.

## Biographie
Michelle Calvó naît à Madrid et est élevée à Tenerife. Elle étudie à l'école de théâtre Juan Codina et suit ensuite des cours de casting et de théâtre avec Juan León, Jordi Frades, Eva Leira, Yolanda Serrano, Andrés Cuenca et Álvaro Haro. Elle suit également une formation d'actrice et d'audiovisuel avec Sara Torres. Elle a été membre du groupe de théâtre de l'école pendant cinq ans.
Michelle Calvó joue des rôles épisodiques dans des séries telles que Toledo, cruce de destinos ou Aída et participe à de nombreux vidéoclips et courts métrages, tels que Candela, pour lequel elle reçoit le prix de la meilleure interprétation et le prix du public au Festival Ibicine. Sa popularité, cependant, vient du film El club de los incomprendidos (es) (Misfits Club). Plus tard, en 2015, elle signe comme protagoniste dans Amar es para siempre pour sa quatrième saison.
En juin 2017, elle se fait connaître grâce à sa participation à la deuxième saison de Yo quisiera. En juillet 2017, elle s'est inscrite comme collaboratrice de Zapeando, un programme auquel elle participe occasionnellement. De plus, en octobre 2017, elle a commencé le tournage de Secretos de Estado, la nouvelle série de Telecinco, aux côtés de Miryam Gallego, Jesús Castro, Estefanía de los Santos et Miquel Fernández. En 2019, elle incarne Paula Campillo dans la série Secretos de estado.
En 2020, elle tient un rôle principal dans la série télévisée Desaparecidos (es), produite par Plano a Plano et Telecinco aux côtés de Maxi Iglesias, Elvira Mínguez et Juan Echanove et participe au film italien Gli orologi del diavolo.
En 2021, elle est annoncée pour la troisième saison de Madres. Amor y vida, aux côtés de Belén Rueda, Carmen Ruiz et Hiba Abouk, entre autres.
Dans Entrevías (2023-2024), elle est Dulce, une motarde impliquée dans des trafics de drogue et aspirant à régner sur le quartier d'Entrevías.

## Filmographie partielle

### Cinéma
- 2001 : Au bonheur des hommes (ca) (Hombres felices) de Roberto Santiago (es)
- 2014 : El club de los incomprendidos (es) (Misfits Club) de Carlos Sedes : Elisabeth
- 2016 : Candela : Candela (court métrage)
- 2017 :  Selfie Vampiro : Anna (court métrage)

### Télévision
- 2012 : Toledo, cruce de destinos (es) : Ligue de Fernando (série télévisée, 1 épisode)
- 2013 : Aída (es) : Morena atractiva (série télévisée, 1 épisode)
- 2014 : Bienvenidos al Lolita (es) : Carmen (mini-série télévisée, 1 épisode)
- 2014 : Isabel : Dama de Flandes (série télévisée, 1 épisode)
- 2015-2017 : Amar es para siempre : Sofía Contreras (série télévisée, 252 épisodes)
- 2017 : Zapeando (es) : elle-même - collaboratrice (sur La Sexta, 10 programmes)
- 2018 : Yo quisiera (es) : Toni (série télévisée, 40 épisodes)
- 2018 : Cupido : Chloe (série télévisée, 6 épisodes)
- 2018 : Paquita Salas : Michelle Calvó (non crédité) (série télévisée, 1 épisode)
- 2019 : Les Otages du désert (es) (Los nuestros) : Elena (série télévisée, 3 épisodes)
- 2019 : Secretos de Estado (es) : Paula Campillo (série télévisée, 13 épisodes)
- 2020 : Los relojes del diablo (es) (Gli orogoli del diavolo) : Marisol Vizcaino (série télévisée, 4 épisodes)
- 2020-2022 : Desaparecidos (es) : Sonia Ledesma (série télévisée, 29 épisodes)
- 2021 : Madres. Amor y vida (es) : Camila Román (série télévisée, 8 épisodes)
- 2023-2024 : Entrevías : Dulce (série télévisée, 15 épisodes)
- 2025 : Punto Nemo (série télévisée en post-production, 6 épisodes)

## Récompenses et distinctions
- Michelle Calvó : Récompenses, sur l'Internet Movie Database